# Selaginella calceolata
Selaginella calceolata är en mosslummerväxtart som beskrevs av Jermy och J. M. Rankin. Selaginella calceolata ingår i släktet mosslumrar, och familjen mosslummerväxter. Inga underarter finns listade i Catalogue of Life.